# Конча Буика
Марија Консепсион Балбоа Буика (шп. Maria Concepción Balboa Buika; рођена 11. маја 1972), познатија под својим сценским именом Конча Буика (шп. Concha Buika), шпанска је кантауторка афричког порекла.

## Биографија
Родитељи Конче Буике избегли су из Екваторијалне Гвинеје. Бивша шпанска колонија у Африци била је под влашћу диктатора Франсиска Масијаса Нгеме, који је осуђен за геноцид. Након тога, доселили су се у Палма де Мајорку на Балеарским острвима, где је 11. маја 1972. године рођена Конча, што је деминутив од имена Марија Консепсион. Одрасла је у Мајорци међу шпанским Ромима, као једина особа афричког порекла у свом комшилуку.
Њен отац, Хуан Балбоа Бонеке, био је математичар и песник, који је без објашњења отишао када је Конча имала 9 година. За свог оца каже да је био дисидент, социјалиста, те да је био писац који верује у моћ речи. Изјавила је, такође, да се борио против диктатуре, али је желео да наметне своје идеје силом; што је, на неки начин, такође диктатура.

## Каријера
Конча се преселила у Лондон без циља, без новца, а чак није ни говорила енглески; у време када није знала где да се стационира, али је знала да је могуће да преживи било где. Чистила је канцеларије и кафиће, певала по свадбама, те била хостеса сервиса за телефонски секс. Након што се из Лондона вратила у Мајорку, која је била препуна немачких туриста, почела је да наступа са локалним групама и прилагођавала афричке песме из свог детињства звуцима фламенка. Након што су је туристи запазили, добила је понуду да пева на енглеском у Лас Вегасу, захваљујући физичким и вокалним сличностима са Тином Тарнер.
Године 2000, заједно са пијанистом Јакобом Суредом, издала је албум Mestizüo. Њен први самостални албум, Buika, објављен је 2005. године и скреће пажњу на њен изузетан глас. Други албум, Mi Niña Lola издат је 2006. године и садржавао је традиционалне шпанске копла песме и фламенко ритмове. Године 2009, сарађује са поп звездом Нели Фуртадо на песми Fuerte, које је снимљена на шпанском албуму Фуртадове.

## Дискографија
| 2000 | Mestizüo        | -                  | - |
| 2005 | Buika           | Pepita Records     | - |
| 2006 | Mi Niña Lola    | -                  | - |
| 2008 | Niña de Fuego   | Warner Music Group | - |
| 2009 | El Ultimo Trago | Warner Music Group | - |
| 2011 | En Mi Piel      | Warner Classics    | - |